# (11968) Demariotte
(11968) Demariotte est un astéroïde de la ceinture principale.

## Description
(11968) Demariotte est un astéroïde de la ceinture principale. Il fut découvert par Eric Walter Elst le 12 août 1994 à l'ESO. Il présente une orbite caractérisée par un demi-grand axe de 2,74 UA, une excentricité de 0,055 et une inclinaison de 4,68° par rapport à l'écliptique.
Il fut nommé en hommage à Edme Mariotte (1620-1684), physicien français.

## Compléments